# Arthurdent (planetoïde)
18610 Arthurdent is kleine planetoïde uit de planetoïdengordel, die op 7 februari 1998 werd ontdekt door Felix Hormuth. De planetoïde is vernoemd naar Arthur Dent, de protagonist uit de komische sciencefictionserie Het Transgalactisch Liftershandboek.
Over de planetoïde doet het verhaal de ronde dat de naam precies een dag voor de dood van Douglas Adams, de schrijver van Het Transgalactisch Liftershandboek, bekend werd gemaakt. Dit is echter niet zeker. De Discovery Circumstances: Numbered Minor Planets (15001)-(20000) vermeldt dat de naam voor het eerst werd gepubliceerd in de Minor Planet Circular (MPC) 42677. Volgens Felix Hormuth kreeg hij op 9 mei 2001 te horen dat de naam was goedgekeurd en spoedig gepubliceerd zou worden.